# Bactrocera humilis
Bactrocera humilis är en tvåvingeart som först beskrevs av Drew och Albany Hancock 1981.  Bactrocera humilis ingår i släktet Bactrocera och familjen borrflugor. Inga underarter finns listade.